# Netelia foersteri
Netelia foersteri är en stekelart som beskrevs av Kaur och Jonathan 1979. Netelia foersteri ingår i släktet Netelia och familjen brokparasitsteklar. Inga underarter finns listade i Catalogue of Life.